# Victon
Victon (кор. 빅톤; стилизуется как VICTON, акроним от Voice to New World) — южнокорейский бой-бэнд, сформированный в 2016 году компанией IST Entertainment (ранее Play M Entertainment и Plan A Entertainment). В группу входят семь участников: Сыну, Сыншик, Седжун, Хансэ, Бёнчан, Субин. Дебют состоялся 9 ноября 2016 года, с мини-альбом Voice to New World.

## Карьера

### 2016—2017:Me & 7 Men, дебют сVoice to New World,Ready,IdentityиFrom.VICTON
17 августа 2016 года Plan A Entertainment обнародовал публике подробности о новой группе (тогда известной как Plan A Boys) и их предстоящего реалити-шоу Me & 7 Men, в котором в котором будет рассказываться о подготовке группы к дебюту. 30 августа Me & 7 Men начали трансляцию своего первого эпизода на Mnet.
1 сентября Сыншик, Седжун и Хансэ выпустили цифровой сингл Plan A Boys в сотрудничестве с коллегой по лейблу Хо Гаком под названием «#Begin Again», музыкальное видео с участием Хо Гаком и семью участниками. 1 ноября после финала шоу вышел видео-тизер, показавшего официальную дату дебюта группы 9 ноября. На следующий день Plan A Entertainment выпустило индивидуальные видео и фото-тизеры для Седжуна и Бёнчана. А на следующий день, Субина и Хансэ. 4 ноября, тизеры для Сыну, Сыншика были выпущены вместе с трейлером к «What Time Is Now Now», трек с первого мини-альбома.
9 ноября Victon официально дебютировали с первым мини-альбомом Voice to New World вместе с заглавным треком «I’m Fine». Группа исполнила оба сингла: «I’m Fine» и «What Time is It Now?» на музыкальных шоу для их продвижения.
2 марта 2017 года Victon выпустили второй мини-альбом Ready с заглавным синглом «Eyez Eyez».
Третий мини-альбом Victon, Identity, был выпущен 23 августа, в него вошли пять треков, включая заглавный сингл «Unbelievable». В тот же день, когда вышел альбом, они также провели шоукейс в женском университете Ewha.
Их четвёртый мини-альбом From.VICTON был выпущен 9 ноября. Альбом содержит шесть треков, включая заглавный трек «Remember Me».

### 2018—2019:Time of Sorrow, Участие вProduce X 1иNostalgia

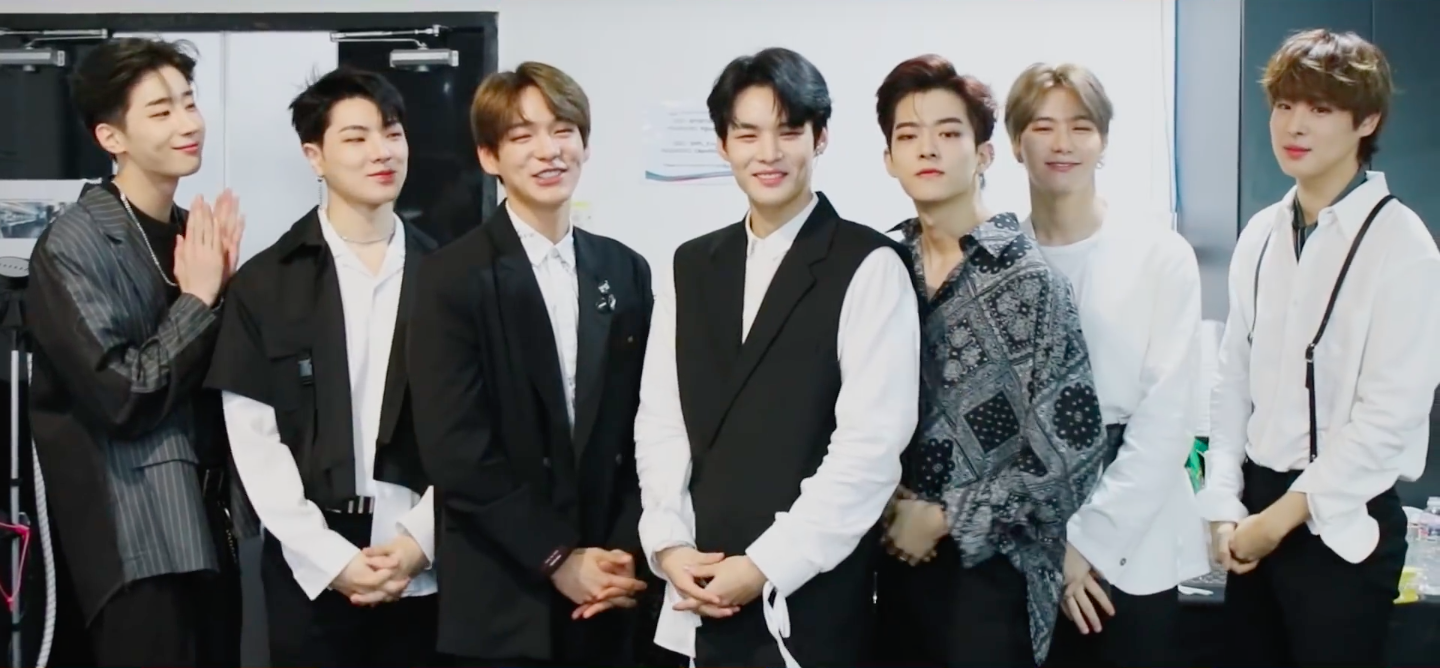
Viction в 2018 году.

18 февраля Plan A Entertainment объявили, что Victon проводили 4-дневный проект Busking в эти даты: 25 февраля, 4, 10 и 11 марта. Они исполнили разные песни со своих предыдущих альбомов. Они также исполнили песни «Shadow» Highlight (BEAST), «Lonely» 2NE1, «Go Go» BTS. Они также сделали ремикс песни Red Velvet «Bad Boy». Места, где они проводили проект, были в Синчон (день 1), Старфилд (день 2), Каннам (день 3) и Тондэмун (день 4).
23 мая Victon выпустили свой первый сингл-альбом Time Of Sorrow.
В начале 2019 года Сыну и Бёнчан участвовали в шоу на выживание Produce X 1.
11 июля Play M Entertainment объявили, что Бёнчан покинет шоу, чтобы оправиться от усиливающейся боли его хронического ахиллова сухожилия.
В финальном эпизоде 19 июля Сыну стал участником новой временной группы X1. Он получил 1 079 200 голосов. Контракт этой группы рассчитан на 5 лет. В течение первых 2,5 лет он будет продвигать исключительно с X1, но в течение оставшихся 2,5 лет он снова сможет продвигать с Victon .
Victon вернулись в качестве группы из шести человек 4 ноября со своим пятым мини-альбомом Nostalgia и ведущим синглом «Nostalgic Night», который принес им их первую победу на музыкальном шоу с момента дебюта.
6 января 2020 года агентства членов X1 объявили о роспуске группы из-за разногласий по поводу манипулирования голосами на шоу. 29 января Play M объявили, что после сольного фанмитинга в феврале Сыну вернется для промоушена с VICTON, а группа вернется в марте.

### 2020—2021: Возвращение Сыну,Continuous, «Mayday», иVoice: The Future is Now

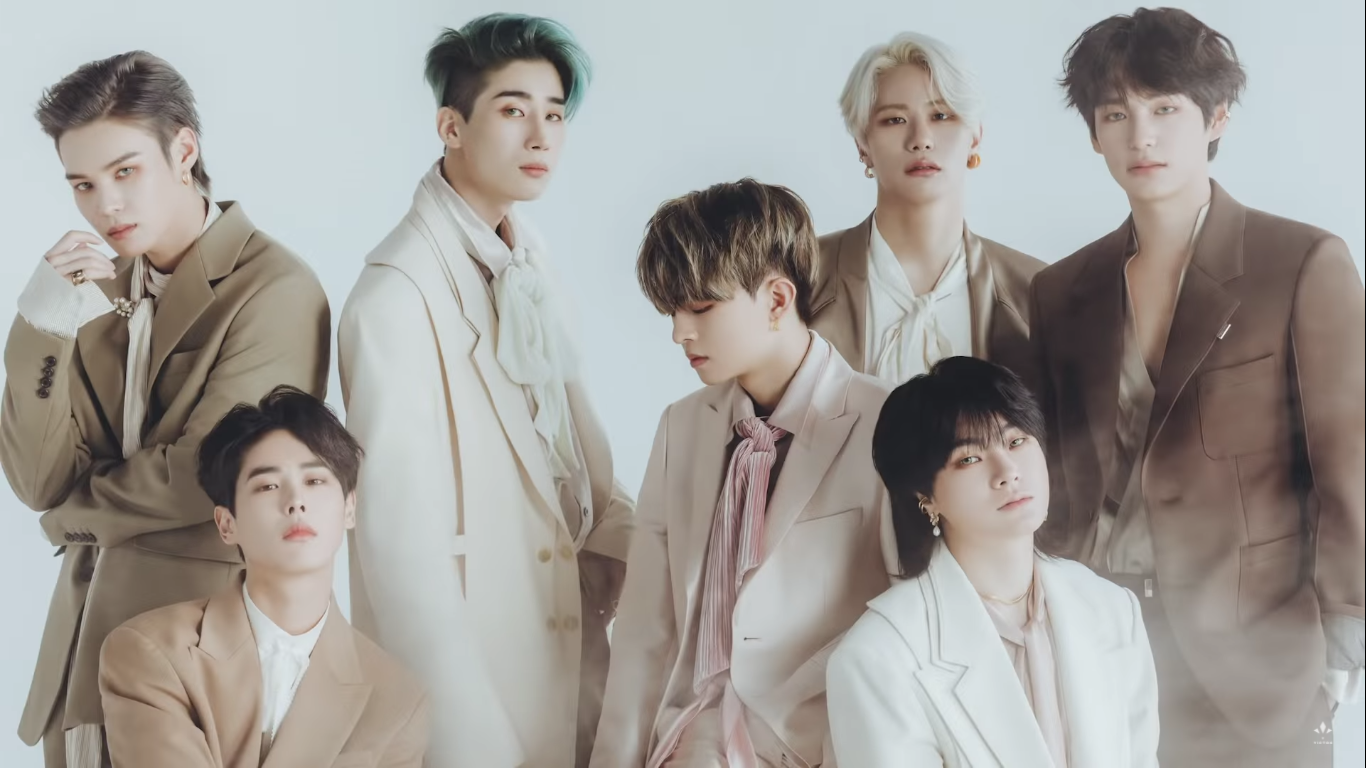
Viction в январе 2021 года.

9 марта Victon выпустили свой шестой мини-альбом Continuous с главным синглом «Howling». Альбом стал первым релизом после распада X1 и первым, в котором участвовал Сыну. 17 марта на шоу The Show они получили вторую награду.
Позже Play M объявили, что участник Бёнчан не будет участвовать в продвижении из-за грыжи межпозвоночного диска на шее.
2 июня группа вернулась со своим вторым синглом «Mayday». 9 июня на шоу The Show они получили третью награду.
26 июня Play M подтвердили, что участник Сыну дебютирует сольно в августе. Это станет первым официальным сольным дебютом участника Victon за четыре года после их дебюта. 16 июля было объявлено, что первый мини-альбом Сыну под названием Fame выйдет 10 августа с заглавным треком «Sacrifice».
Victon должны были выпустить свой первый полноформатный альбом Voice: The Future is Now с его заглавным треком «What I Said» 1 декабря. 25 ноября было объявлено, что выпуск их нового альбома был отложен после того, как у одного сотрудника стаффа подтвердили COVID-19. 18 декабря было объявлено, что новой датой выпуска альбома будет 11 января 2021 года, а их первоначально запланированный шоукейс был отменен.
После задержки альбом был выпущен 11 января 2021 года. В тот же день группа провела шоукейс, которое транслировалось на Mnet и его цифровом канале M2. Альбом включает в себя четыре сольные песни, по одной для Сыншика, Чана, Седжуна и Хансэ.
В марте Хансэ и Чан приняли участие в Сеульской неделе моды в качестве моделей для коллекции «SETSETSET», отметив свое второе подряд появление в качестве моделей на Сеульской неделе моды.
4 июня Сыну объявил, что он заступит на обязательную военную службу 26 июля. Перед зачислением он выпустил второй мини-альбом Fade который был выпущен 28 июня. 28 июля он поступил на обязательную военную службу в качестве участника военного оркестра. Затем, в августе, Сынсик выпустил сингл «Look for the Silver Lining» в сотрудничестве с музыкальной компанией Clef, в рамках проекта пожертвований для благотворительной организации Good Neighbours. Затем 25 сентября Хансе дебютировал сольно с цифровым альбомом Blaze с двойными заглавными треками «Take Over» и «Public Enemy».
В октябре Сыншик, Хансе, Седжун и Чан приняли участие в благотворительном проекте благотворительной организации «Добрые соседи», посвященном Международному дню борьбы за ликвидацию бедности.
9 ноября Victon выпустили сингл «Sweet Travel» в ознаменование своей пятой годовщины. 26 ноября у Чана был выявлен положительный результат теста на COVID-19.

### 2022–н.в:Chronograph,Chaosи уход Чана
18 января Victon вернулись со своим третьим сингловым-альбомом Chronograph. Альбом включал одноимённый ведущий сингл и его английскую версию, которая является их первой песней на английском языке. Клип на песню «Chronograph» набрал 10 миллионов просмотров за три дня, что стало самым быстрым из музыкальных клипов группы, достигших этой отметки. Альбом также был отмечен за то, что предлагал более «экологичную» версию покупки альбома, где те, кто приобрел альбом, могли заказать версию, которая имела только обычные включения физического альбома, такие как фотокарточки, но затем также получила цифровую версию альбома.
В марте группа выпустила оригинальный саундтрек к дораме «Деловое предложение» под названием «You are Mine"», в котором приняли участие Сыншик, Седжун и Бенчан.
31 мая Victon выпустили свой седьмой мини-альбом Chaos и его ведущий сингл «Stupid O'clock».
11 октября IST Entertainment объявили, что Чан покидает группу из-за вождения в нетрезвом виде, и в группе останется 6 участников.
В октябре группа анонсировала свой восьмой мини-альбом Choice, который был выпущен 15 ноября.
27 января 2023 года Сыну стал первым участником, уволенным из армии.
1 февраля 2023 года агентство подтвердило, что Сынсик поступит на военную службу 20 марта, после базовой подготовки он будет направлен в батальон военно-музыкального оборудования командования сухопутных войск.

## Состав
| Сценический псевдоним | Сценический псевдоним | Настоящее имя | Настоящее имя | Дата рождения | Позиция в группе |
| Основной              | Другой                | На русском    | Хангыль       | Дата рождения | Позиция в группе |
| --------------------- | --------------------- | ------------- | ------------- | ------------- | ---------------- |
| Сыну                  | Seungwoo              | Хан Сын У     | 한승우        | 24.12.1994    | Вокалист         |
| Сыншик                | Seungsik              | Кан Сын Шик   | 강승식        | 16.04.1995    | Лидер, вокалист  |
| Седжун                | Sejun                 | Им Се Джун    | 임세준        | 04.05.1996    | Вокалист, вижуал |
| Хансэ                 | Hanse                 | До Хан Сэ     | 도한세        | 25.09.1997    | Рэпер            |
| Бёнчан                | Byungchan             | Чхве Бён Чан  | 최병찬        | 12.11.1997    | Вокалист, вижуал |
| Субин                 | Subin                 | Чон Су Бин    | 정수빈        | 05.04.1999    | Вокалист, макнэ  |

### Бывшие участники
| Сценический псевдоним | Сценический псевдоним | Настоящее имя | Настоящее имя | Дата рождения | Позиция в группе |
| Основной              | Другой                | На русском    | Хангыль       | Дата рождения | Позиция в группе |
| --------------------- | --------------------- | ------------- | ------------- | ------------- | ---------------- |
| Чан                   | Chan                  | Хо Чан        | 허찬          | 14.12.1995    | Вокалист         |

## Дискография

### Студийные альбомы
- Voice: The Future is Now (2021)

### Мини-альбомы
- Voice To New World (2016)
- Ready (2017)
- Identity (2017)
- From. VICTON (2017)
- Nostalgia (2019)
- Continuous (2020)
- Choice (2022)

## Концерты и туры

### Проведение концертов
- 15th Korea Times Music Festival (2017)

## Фильмография

### Реалити-шоу
| Год  | Название                     | Телеканал            | Эпизоды | Примечание            |
| ---- | ---------------------------- | -------------------- | ------- | --------------------- |
| 2016 | Me & 7 Men                   | Mnet                 | 10      | Пре-дебют             |
| 2017 | Tour Avatar Ep.11 & 12       | Arirang TV           | 2       | С Бёнчаном и Седжуном |
| 2017 | VICTON's Born Identity       | 1theK Originals      | 16      |                       |
| 2018 | VICTON's Prelude to the War  | 1theK Originals      | 8       |                       |
| 2019 | VICTON Trust Game (의리게임) | Dingo Music          | 6       | Exclude Seungwoo      |
| 2020 | I Log U Season 2             | Idol Live            | 8       | Exclude Seungwoo      |
| 2020 | Idol Workshop (아이돌워크숍) | Idol Live            | 6       |                       |
| 2020 | Idol's Cuisine               | 1theK Originals      | 3       |                       |
| 2020 | VICTON's Wise Life           | Victon Vlive Channel |         | Выходит               |